# 海南、潮州と白いブラ
『海南、潮州と白いブラ』 （ 当海南遇上潮州、英： When Hainan meets Teochew ）は、2010年に製作されたシンガポールの映画。 韓耀光（ハン・ユークアン）監督。
日本では、2011年（第3回）アジアンクィア映画祭（7月8日・16日）にて初上映された。

## キャスト
- 海南仔：李昭敏
- 潮州妹：陳鴻才
- 美慧：楊雁雁（ヤオ・ヤンヤン）
- アラリック・テイ
- 韓耀光（ハン・ユークアン）
- マリリン・リー